# Highmoor
Highmoor – wieś w Anglii, w hrabstwie Oxfordshire, w dystrykcie South Oxfordshire. Leży 29 km na południowy wschód od Oksfordu i 61 km na zachód od Londynu. W 2001 miejscowość liczyła 278 mieszkańców.